# Porocyphus lichinelloides
Porocyphus lichinelloides är en lavart som beskrevs av Henssen. Porocyphus lichinelloides ingår i släktet Porocyphus och familjen Lichinaceae.   Inga underarter finns listade i Catalogue of Life.